# René-Louis-Marie Vieillart
 René-Louis-Marie Viellart ou René Viellart, né le 17 août 1754 à Reims et mort le 23 février 1809 à Paris, fut un avocat et aussi un homme politique français.

## Biographie
Il est le fils de Jean Vieillart ou Viellart, docteur agrégé ès-droit et avocat au parlement, et de madame Marie-Anne-Nicolle Blavier. Il fit son droit à Paris et fut reçu avocat en 1774 ;  il devint lieutenant au présidial de Reims en 1782, fut professeur de droit et docteur régent et procureur général à l’Université de Reims.
Le 26 mars 1789, il est élu, par le bailliage de Reims, député du Tiers état aux Etats généraux. Il a prêté serment au Jeu de Paume.
Il est élu le 16 mars 1791, par la Marne, juge au tribunal de cassation perdant ces fonctions après le 18 fructidor, il retrouvait son siège au tribunal de cassation le II germinal An VIII et il avait soutenu le coup d'état du 18 brumaire. Viellart, franc-maçon, fut nommé, en l'an XII, inspecteur général des Facultés de droit en 1806, membre de la Légion d'honneur et promu commandeur en 1804 et chevalier de l'Empire en 1808.
Ses travaux sur l'élaboration du code civil et du code criminel en l'an IX, sa réputation de jurisconsulte l'ont fait considérer comme un des fondateurs de notre organisation judiciaire. 